# Rozedranec bermudský
Rozedranec bermudský (Antennatus bermudensis) je paprskoploutvá ryba z čeledi rozedrancovití (Antennariidae).
Druh byl popsán roku 1957 americkým ichtyologem Leonardem Peterem Schultzem.

## Popis a výskyt
Maximální délka této ryby je 7,6 cm.
Má žlutou, světle hnědou a nebo hnědou barvu s tmavými skvrnkami. V některých případech má pruhování přes ocasní ploutev a také pruhování z oblasti očí (až 7 pruhů).
Byla nalezena ve vodách západního Atlantského oceánu: Bermudy, Bahamy, Haiti, Portoriko, u Kolumbie a Venezuely. Obývá korálové útesy. Žijí v hloubce 4-30 m.
Je masožravou rybou a mezi její potravu patří krabi, krevety a také ryby.
Samice kladou pelagické jikry do velké vznášející se želatinové hmoty. 